# Carrageenan
Carrageenan hay caragenan là nhóm các polysaccharid mạch thẳng sulfat hóa, được chiết từ các loài rong sụn, rong đỏ. Carrageenan được ứng dụng rộng rãi trong công nghiệp thực phẩm với các tính chất như tạo gel, làm dày, ổn định. Ứng dụng quan trọng của phụ gia này là trong các sản phẩm thịt và sữa, do khả năng liên kết tốt với các protein thực phẩm. Có ba loại carrageenan, khác nhau bởi mức độ sulfat hóa. Kappa-carrageenan chỉ có một nhóm sulfat trên mỗi disaccharid. Iota-carrageenan có hai nhóm sulfat trên mỗi disaccharid. Lambda carrageenan có ba nhóm sulfat trên mỗi disaccharid.

## Tính chất

Cấu trúc phân tử của các dạng carrageenan

Carrageenan là các polysaccharid tạo bởi các chuỗi lặp lại của các đơn vị galactose và 3,6 anhydrogalactose (3,6-AG), cả dạng sulfat hóa và không sulfat hóa. Các đơn vị này tham gia các liên kết α-1,3 và β-1,4 glycosid.
Trong thương mại có ba dạng carrageenan:
- Dạng kappa tạo nên sợi gel cứng do chứa ion kali; dạng này phản ứng với các protein sữa. Chủ yếu có nguồn gốc từ Kappaphycus alvarezii.[1]
- Các dạng iota tạo nên sợi gel mềm do các ion calci. Chủ yếu có nguồn gốc từ Eucheuma denticulatum.[1]
- Dạng lambda không tạo gel, chủ yếu làm chất làm dày trong sữa. Nguồn chủ yếu là từ Gigartina.

Khi sử dụng trong thực phẩm, carrageenan là phụ gia mang số hiệu E407 (hoặc E407a đối với "processed eucheuma seaweed"). 

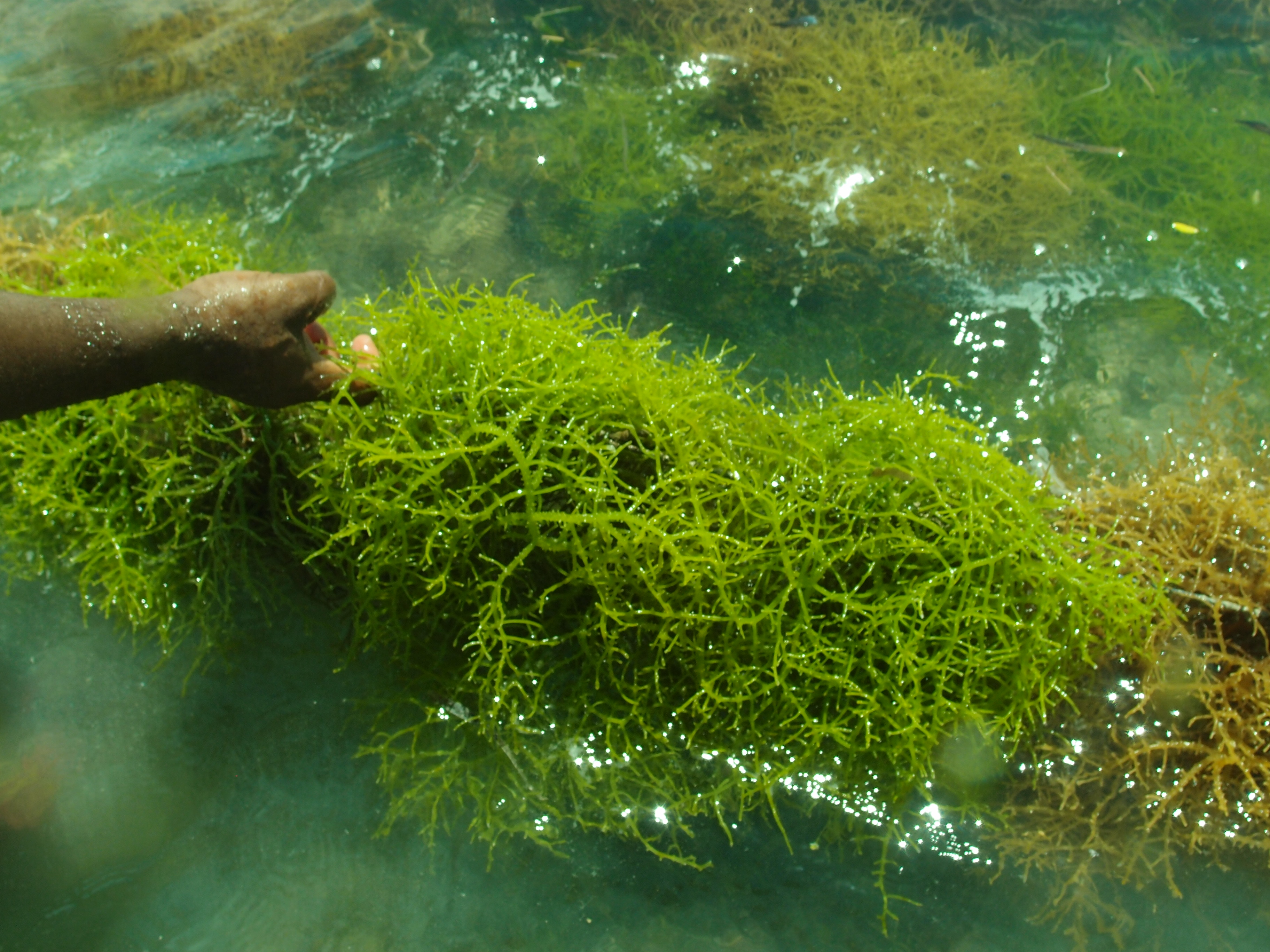
Eucheuma denticulatum được trồng ở Tanzania để thu iota-carrageenan.